# Jeremiah Rutherford
Jeremiah Rutherford (* 21. Oktober 1982) ist ein nauruischer Gewichtheber.

## Karriere
Bei den Ozeanienmeisterschaften belegte Rutherford 2000 den 4. Platz, 2004 siegte er in der Gewichtsklasse bis 105 kg mit einem Gesamtergebnis von 325 kg. Außerdem konnte er bei den Commonwealth Games 2002 in Manchester in der Klasse bis 85 kg mit einem Ergebnis von 292,5 kg den 7. Platz erreichen. Rutherford gehörte zur nauruischen Selektion für die Weltmeisterschaften im Gewichtheben 2003 in Vancouver. Dort stemmte er im Stoßen 130 kg, blieb im Reißen jedoch ohne Wertung und somit ohne Gesamtwertung. Bei den Arafura Games 2005 gewann er in der Gewichtsklasse bis 94 kg mit einem Gesamtergebnis von 320 kg. Im selben Jahr und in derselben Gewichtsklasse konnte Rutherford auch den Tyoni Batsiua Memorial Cup auf Nauru für sich entscheiden. Bei lediglich zwei Teilnehmern in der Klasse bis 94 kg reichten 305 kg für den Sieg. Zumindest bei den nationalen Meisterschaften von Naru 2009 konnte Rutherford in der Gewichtsklasse über 105 kg und einem Gesamtergebnis von 270 kg noch einmal einen Titel erringen.